# Бекі (Казахстан)
Бекі́ (каз. Бекі) — село у складі Мангистауського району Мангистауської області Казахстану. Входить до складу Ондинського сільського округу.
Населення — 409 осіб (2021; 697 у 2009, 400 у 1999, 322 у 1989).